# جوزيف إي. ديلون
جوزيف إي. ديلون (بالإنجليزية: Joseph E. Dillon)‏ هو سياسي أمريكي، ولد في 1921 في سانت بول في الولايات المتحدة، وتوفي في 17 أبريل 1990. نشط حزبياً في الحزب الديمقراطي.